# Кукурудзяний крохмаль
Кукурудзя́ний крохма́ль — крохмаль, добутий з кукурудзяних зерен. Він не містить глютену.

## Ґатунки
Кукурудзяний крохмаль виробляють вищого, 1-го ґатунку і амілопектиновий. За зовнішнім виглядом — це однорідний порошок білого кольору з жовтуватим відтінком, без сторонніх запахів. Масова частка золи — не більше ніж 0,2 %, вологи — не більше ніж 13 %.

## Отримання
Промисловий спосіб отримання кукурудзяного крохмалю включає такі етапи: замочування кукурудзяного зерна, грубе подрібнення, відокремлення зародка, тонке подрібнення кашки, ситування, рафінування крохмалю, відокремлення білка, промивання крохмалю та його висушування. Після чого, з отриманого крохмалю шляхом гідролізу ферментними препаратами виробляють патоку різного вуглеводного складу або глюкозу.
ВАТ «Дніпровський крохмале-патоковий комбінат» та «InterCorn» (Україна) із цукристих продуктів виробляють: крохмальну, низько- та високозцукрену, мальтозну патоки й глюкозно-фруктозний сироп.
Використання ж для гідролізу безпосередньо крохмалевмісної сировини має економічні переваги: виключається багатостадійність виробництва, скорочуються капітальні та експлуатаційні витрати тощо.

## Використання
Найперспективнішими сферами використання такого крохмалю в харчовій промисловості є виробництво концентратів супів, пудингів, киселів, желе, фруктових та молочних десертів, різноманітних типів соусів, паштетів та паст. Кукурудзяний крохмаль використовується в харчовій промисловості, особливо широко в так званій екструзії таких продуктів як печиво, сухі сніданки, макаронні вироби завдяки його ефекту до чіткого або значного розширення. В кулінарії використовується як заміна борошна або для приготування кремів, як загусник, емульгатор, як клеючий матеріал, як цінний компонент продуктів дитячого та дієтичного харчування, як структуроутворюючий компонент безбілкових харчових продуктів.
Кукурудзяний крохмаль використовується для виготовлення біоетанолу.

## Цікаві факти
2006 року в програмі «El Hormiguero», яка виходить на іспанському телебаченні, були показані люди, які ходять в басейні, наповненому сумішшю води та сирого кукурудзяного крохмалю (так звана «неньютонівська рідина»). Ролик потім, за контрактом, показали на Youtube.
Суміш кукурудзяного крохмалю з невеликою кількістю води, при збудженні її на високих частотах, поводиться як дуже в'язка рідина.